# Эмилианиду, Зета
Зе́та Эмилиани́ду (греч. Ζέτα Αιμιλιανίδου; 2 сентября 1954, Никосия — 6 июня 2022, Амарусион, Аттика) — кипрский юрист, политический и государственный деятель. Министр труда и социального обеспечения Кипра (2013—2022).

## Биография
Родилась 2 сентября 1954 года в Никосии, столице Кипра в составе Британской империи.
Окончила юридический факультет Университета Аристотеля в Салониках. Получила степень магистра в области маркетинга в Кипрском институте маркетинга.
В 1978 году стала членом Кипрской адвокатской палаты. В следующем году поступила на работу в таможню. Была членом совета директоров Управления портов Кипра. Участвовала в переговорах по вступлению Кипра в Европейский союз, отвечая за таможенное законодательство.
С 2010 года была генеральным директором министерства торговли, промышленности и туризма Кипра. 3 апреля 2013 года вступила в должность министра труда и социального обеспечения Кипра в правительстве Никоса Анастасиадиса. Сменила Харриса Георгиадеса, назначенного министром финансов Кипра после отставки Михалиса Сарриса.
В мае 2022 года перенесла инсульт, вызванный разрывом аневризмы сосудов головного мозга. Госпитализирована в больницу «Игея» в Амарусионе, северном пригороде Афин, где и умерла 6 июня на 68 году жизни.